# Rachelle Lefevre
Rachelle Marie Lefevre (Montréal, 1979. február 1. –) kanadai színésznő. 
Legismertebb szerepe Victoria a Stephenie Meyer regényei alapján készült Alkonyat (2008) és Alkonyat – Újhold (2009) című filmekben.

## Fiatalkora és tanulmányai
Rachelle Montréal-ban, Kanadában, született és nevelkedett. Az apja angoltanár, anyja pedig pszichológus. Három lánytestvére van, és mindannyian beszélnek egyaránt angolul és franciául. Rachelle a Centennial Academy-ra járt, ami egy privát középiskola, majd később kreatív művészeteket tanult a Dawson College-on. Massachusetts-ben két nyáron át színészetet tanult, majd a McGill University-n irodalomból diplomázott.

## Színészi pályafutása
Egy Westmount-i sushibárban dolgozott pincérnőként. Egy törzsvendég segített neki bejutni a Student Bodies televíziós sorozat meghallgatására. A szerepet ugyan nem kapta meg, de visszahívták egy másik sorozat, a Big Wolf on Campus szereplőválogatására, amelyben 1999-ben megkapta Stacey Hanson szerepét. Játszott a George Clooney által rendezett Egy veszedelmes elme vallomásaiban és a 2003-as Hatley High című romantikus komédiában. 
2004-ben Kaliforniába költözött és ugyanebben az évben szerepet kapott a Chazz Palminteri által rendezett Karácsony című filmben, majd a Nézz az égre! (2004) című háborús drámában – utóbbiban Penelope Cruz és Charlize Theron partnere volt.
Epizódszerepeket játszott a Bűbájos boszorkák, a Largo Winch, a Dr. Csont, a Veronica Mars , a CSI: New York-i helyszínelők című sorozatokban.

## Filmográfia

### Film
| Év   | Magyar cím                                         | Eredeti cím                               | Szerep                     | Magyar hang         |
| ---- | -------------------------------------------------- | ----------------------------------------- | -------------------------- | ------------------- |
| 2000 |                                                    | Stardom                                   | Catherine                  |                     |
| 2001 | Egyensúlyban                                       | Life in the Balance                       | Kristy Carswell            |                     |
| 2001 | Álmatlanul                                         | Dead Awake                                | Randi Baum                 |                     |
| 2002 | Elhagyatva                                         | Abandon                                   | Eager Beaver               |                     |
| 2002 | Egy veszedelmes elme vallomásai                    | Confessions of a Dangerous Mind           | Tuvia 25 évesen            |                     |
| 2003 |                                                    | Deception                                 | Denise                     |                     |
| 2003 |                                                    | Hatley High                               | Hyacinthe Marquez          |                     |
| 2004 |                                                    | The Big Thing                             | Sarah                      |                     |
| 2004 | Nézz az égre!                                      | Head in the Clouds                        | Alice                      |                     |
| 2004 | Karácsony (Noel – A szerelem a legnagyobb ajándék) | Noel                                      | Holly                      |                     |
| 2005 |                                                    | The River King                            | Carlin Leander             |                     |
| 2005 |                                                    | Pure                                      | Julie                      |                     |
| 2007 |                                                    | Suffering Man's Charity                   | Elaine                     |                     |
| 2007 |                                                    | Fugitive Pieces                           | Naomi                      |                     |
| 2008 |                                                    | Prom Wars                                 | Sabina                     |                     |
| 2008 | Alkonyat                                           | Twilight                                  | Victoria                   | Nemes Takách Kata   |
| 2009 | Alkonyat – Újhold                                  | The Twilight Saga: New Moon               | Victoria                   | Nemes Takách Kata   |
| 2010 | Barney és a nők                                    | Barney's Version                          | Clara                      |                     |
| 2010 | Casino Jack                                        | Casino Jack                               | Emily Miller               |                     |
| 2011 |                                                    | The Pool Boys                             | Laura                      |                     |
| 2011 |                                                    | The Caller                                | Mary Kee                   |                     |
| 2012 |                                                    | Omertà                                    | Sophie                     |                     |
| 2012 | Alkonyat: Hajnalhasadás – 2. rész                  | The Twilight Saga: Breaking Dawn – Part 2 | Victoria (archív felvétel) | nem szólal meg      |
| 2013 | Az elnök végveszélyben                             | White House Down                          | Melanie                    | Nemes Takách Kata   |
| 2013 | Eszement zaci                                      | Pawn Shop Chronicles                      | Sandy                      | Sallai Nóra         |
| 2013 | Harcban élve                                       | Homefront                                 | Susan Hetch                | Kiss Virág Magdolna |
| 2013 | Harcban élve                                       | Homefront                                 | Susan Hetch                | Németh Borbála      |
| 2013 | Sarila legendája                                   | The Legend of Sarila                      | Apik (hangja)              |                     |
| 2014 | A mentőakció                                       | Reclaim                                   | Shannon                    | Mezei Kitty         |
| 2014 | A mentőakció                                       | Reclaim                                   | Shannon                    | Németh Borbála      |
| 2016 | A tél vidéke                                       | Edge of Winter                            | Karen                      | Nemes Takách Kata   |
| 2017 |                                                    | Hollow in the Land                        | Charlene                   |                     |

## Fordítás
- Ez a szócikk részben vagy egészben  a   Rachelle Lefevre című angol Wikipédia-szócikk fordításán alapul.  Az eredeti cikk szerkesztőit annak laptörténete sorolja fel. Ez a jelzés csupán a megfogalmazás eredetét és a szerzői jogokat jelzi, nem szolgál a cikkben szereplő információk forrásmegjelöléseként.